# Tricyclea latifrons
Tricyclea latifrons är en tvåvingeart som beskrevs av Charles Howard Curran 1927. Tricyclea latifrons ingår i släktet Tricyclea och familjen spyflugor. Inga underarter finns listade i Catalogue of Life.